# عثمان بن سند
عثمان بن سند بن راشد بن عبد الله بن راشد العنزي الوائلي (1180-1242هـ / 1766-1826م) القادري الفيلكاوي البصريّ، علامة في آداب العرب، ومؤرخ وشاعر ومن أشهر العلماء بالعراق، وبشبه الجزيرة العربية بالقرن الثالث عشر من أسرة تنتسب إلى قبائل وائل . ولد في جزيرة فيلكا وبالتحديد في إحدى قراها القديمة وتدعى «الدشت» في سنة (1180 هـ - 1766م) الواقعة على الشاطئ الغربي أقرب الي الجنوب منها الي الشمال.

## نشأته
ولد الشيخ لأسرة كانت تعني العلوم الشرعية، وكان والده إماما لمسجد قرية (الدشت) وتلقى العلم على يد والده وأظهر نبوغا مبكرا جعله إماما للمصلين في جامع قريته الكبير نيابة عن والده، ولكن شغفه بالعلم كان الدافع وراء شد رحاله وترك جزيرته الأم فيلكا للاستزادة من العلوم والتلقي من أفضل الشيوخ في هذا المجال وكانت محطته الأولى القرين (الكويت) ودرس على أيدي علماء أجلاء ومشايخ كبار، ففي الكويت درس على يد الشيخ عبد الله الشارخ والشيخ محمد بن عبد الوهاب بن فيروز « 1135هـ / 1822م» قاضي الكويت الأول. وفي الاحساء درس على يد الشيخ عبد الله الكردي البيتوشي عالم اللغة والأدب وصاحب المؤلفات الكثيرة. وفي بغداد درس على يد الشيخ موسى بن سميكة الحنبلي البغدادي « 1233 هـ / 1817م» ودرس على محدث العراق الشهير الشيخ علي السويدي البغدادي ولمَّا حجَّ وجاور بمكَّة والمدينة المنوَّرة مُدَّة أخذ عن علماء الحرمين، ومن يرِدُ إلى الديار المقدَّسة من العلماء ـ ثم إن الوجيه الكبير أحمد بن رزق طلب منه زيارة بلد الزبارة البلد المعروف في قطر، فذهب فجعلهُ الصدرَ المقدَّم في بلده، واحتفى به احتفاءً بالغاً، واعتبر قدومه إليه زينةً لبلاده، وغنيمة في بساطه، وألَّف له الشيخ عثمان كتابه المشهور (سبائك العسجد في أخبار أحمد بن رزق الأسعد)، ورغب منه دوام البقاء عنده، ولكنَّ الزبارة تضيق عن معلوماته، وتصغر في وجه نشاطه العلمي، فعاد الشيخ عثمان الي جزيرتة. وفي الكويت كان الشيخ يحظي بتقدير الحاكم الشيخ عبد الله بن صباح ويقال أن الشيخ عبد الله زاره أسرة الشيخ في فيلكا وقضى في ضيافتهم ليلة وفي الصباح اصطحب معه الشيخ في رحله بحريه باتجاه خور عبد الله شمالي الخليج العربي.
كان الشيخ عثمان بن سند يدرس العلوم الشرعية بمسجد الجامع الكبير بقريه (الدشت) ومن أشهر تلاميذه بالجزيرة راشد بن عبد اللطيف بن عيسى بن أحمد الذي نسخ مخطوطه النظم العشماويه (الدرة الثمينه) التي ألفها الشيخ قبل مغادرته وهجرته لمدينة البصرة ما بين (1219هـ - 1803م) أو (1221هـ - 1805م) والتي تدل على أن الشيخ رزق بولد اسمه عبد الله وان هذا الولد بلغ السن التي تجاوز فيها مرحلة اللهو فنظم له هذي المخطوطه بهدف انه علمه من العلوم الشرعية ومن فقه الإمام مالك ويتضح ذلك من قوله:
ومن عنجهية البداوة التي نشأة عليها هذا السطوة اللسانية التي كان ينقاد إليها في كتبه وأشعاره بل حتى في أحاديثه الخاصة انقيادا يسترسل مع طبعه البدوي والذي اوجد فيه هذه الصفة والتي لم تستطيع الحضارة ان تهذبها
وتدلل عليها بحادث طريف وقع مع للألوسي ابي الثناء السيد محمود معه فيه صورة من صور مزاج الرجل وأثر الطبع البدوي في نفسه وقد اورد الألوسي هذا الجانب في كتابه (كشف الطرة) عند نقد الوهم اللغوي الشائع على ألسنة الناس فتح الميم من كلمة «المروحة» قال: واتفق لي انه سبق على لساني هذا الغلط لكثرته في محاورات الناس وكنت زائرا الشيخ عثمان بن سند وقد كان جاء الي بغداد يطلب وزيرها وزير العلماء وعالم الوزراء داود باشا وكان نجدي الاصل كثيرا مايتكلم بلسان قومه الذي فيه عجمة اليوم ومع ذلك لا يسامح احدا في غلط وسهو فقلت لرجل عنده ناولني «المروحة» وفتحت الميم فقال الشيخ بأعلى صوت ومزيد تهور: ماِچدا ماچدا قل «مروحة» بكسر الميم وعنى بقوله «ماچدا»: ما هكذا ولكن قومه يبدلون الكاف جيما عجمية ككثير من الاعراب وعامة اهل الحضر فاتبعهم ساهيا عما تقتضيه الحال فقلت له: يامولانا ماهكذا ففطن لما قصدته من تغليطه في اللفظ ومعاملته الزائر فخجل فودعته وانصرفت.
وتصف المراجع الشيخ ابنَ سند بأنـَّه الإمامُ العلامة، والرُّحَـلَةُ الفَهَّامة صاحب البلاغة، حَسَّان زمانِه ونادرة أوانِه ونابغة البلغاء، علاَّمة الزمان وفريد الدهر والأوان، مؤرِّخٌ أديبٌ من نوابغ المتأخرى ن. كان مشائخ ابن سند منذ حداثته يتفرَّسون فيه العلم والنجابة، ولذلك لما أجازَهُ شيخُهُ السيِّدُ زَين العابدين جَمـَلُ اللَّيل المدني حَرَّرَ له هذا البيت على طُرَّةِ الإجازة:
أنا الدخيلُ إذا عُدَّت أصـولُ عـلا فكيف أذكُرُ إسنادي لدى ابن سند
وحين لمسَ شيخه الشيخ النحـوي عبد الله البيتوشي الكردي نبوغه المبكر احتفلً به، وأقرأهُ دواوين العـرب، وأشركه معه في تأليف شرحٍ لهما على (الشافية) لابن الحـاجب في علمي الصرف والخــط، ورأى فيه خليفةً له في هذا الفن الذي قـلَّ مرتادوه وندُرَ طالبوه. وحين ذكره الشرواني في حديقة الأفراح قال: (القول فيه أنه طُرفة الراغب وبغية المستفيد الطالب وجامع سور البيان ومفسر آياتها بألطف تبيان أفضل من أعربَ عن فنون لسان العرب، وهو إذا نَـظَمَ أعجَـبَ، وإذا نثرَ أطربَ). قالَ محمود شكري الألوسي: (إنَّ هذا الفاضل ممن شاعَ ذكـرُه وملأَ الأسماعَ مدحُه وشكـرُه، له اليدُ الطولى في العلوم العربية والفنون الأدبية، نظم غالب المتون من سائر الفنون، وقد اشتهرت في هذه الديار، وظهَـرَت ظُهورَ الشمسِ في رابعة النهار).
يعدُّ ابنُ سـندٍ من نوادرِ أعلامِ شبه الجزيرة العربية في القرن الثالث عشر، جامع بين العلم والفقه في الدين، متفوق في فنون الشعر والنثر حاد الذكاء مشبوبه، قوي الحافظة خصب القريحة سيَّال القلم، واسع الثقافة، له بصرٌ بالعلم الرياضي والتاريخ والنقد الأدبي وولـعٌ بالتأليف في كل ما يتصل به من علم وأدب، وله طبيعة كالينبوع تتدفق بالخــَصب ونفسٌ طُلَـعَـةٌ كَـلِفـَةٌ بالبحْـثِ والدَّرسِ كَلَفاً يدعُو إلى الدهشةِ والإعجابِ، وكان مع ذلك شاعراً مكثِراً، قال عنه النبهاني: (هو آخر فضلاء البصـريين)
قال الشيخ العلاَّمة عبد الله بن عبد الرحمن البسام عن الشيخ عثمان: (من النوابغ في سرعة الحفظ وجودة الفهم وبطء النسيان، والرغبة العظيمة في العلم، والجِـدُّ في تحصيله، وهذه العوامل الهامَّة صيرت منه ـ مع توفيق الله ـ آيةً كبرى في المحصول العلمي، وبكونه موسوعةً كبرى في العلوم الشرعيَّة والعلوم العربيَّة والتاريخيَّة وغيرها). وقال أيضاً: (إنَّ الشيخ عثمان بن سند من كبار العلماء، ونوابغ البلغاء، وفحول الشعراء، وإنَّه موسوعةٌ علميَّة في كل بابٍ من أبواب العلم، وفي كـلِّ فنٍّ من فنون الآداب، فهوعالم عصره، وعلاَّمة مصره. وحين كانت البصرة في أوج ازدهارها العلمي لمَّا كانت تغصُّ بالعلماء وتزدحم بالفضلاء في كلِّ فن قبل الطاعون الشهير وكان الشيخ ابن سند رئيس مدرِّسيها وعلمائها. ويُذكر عن الشيخ عثمان عفا الله عنه انحيازه عن الدعوة السلفيَّة الإصلاحية، وقد قال الشيخ عثمان بن سند عن الدعوة السلفية: أن الوهابية تكفر عموم المسلمين، والذي يظهر أنَّ خصومته مع رموز الدعوة الإصلاحيَّة سياسيةٌ أكثر منها مذهبيَّة، وأنَّ لعلاقته بداوود باشا وكونه مؤرخ دولته أثرٌ قوي في إذكاء هذا التوجُّـه نماذج من أسلوبه ومحاوراتِه العِـلميَّة يعدُّ الشيخ عثمان بن سند من الشعراء المطبوعين والنُظَّام المكثرين كما يتبين من خلال مؤلَّفاته)
فلذلك انتدبَ نفسَه للردِّ على الشاعر العباسي دعبل الخـزاعي الذي ملأَ ديوانَه بسبِّ أصحاب الرسول عليه الصلاة والسلام، فألـَّف كتابـَه (الصارم القرضاب في نحـر من سبَّ الأصحاب) بلغ به نحوَ ألفي بيتٍ أو أكثر، فمن ذلك قوله ردَّا على الرافضي:
وقد كان اقرب الاصدقاء للشيخ عثمان بن سند هو عبد الجليل الطبطبائي (1250هـ \ 1834م). كان ابن سند أكبر من الطبطبائي سنا بمقدار عشر سنوات، ولكنهما كانا يرتبطان بصداقه ميتنة، وكانت بينهما مساجلات شعرية جاء ذكرها في الديوان، وكان موضوعها عن القهوة، وقد كان ابن سند طلب من صديقه إجازة هذا الشطر:
مرالي صاحبي بكأس قهوة
فرد عليه حالا: كذوب التبر صافية بغدوة
وكانت بينهما علاقة يشير إليها شعر الطبطبائي كما ورد في ديوانه. ففيه قصيدة عتاب كتبها حين عاد من سفر فأتاه جميع اصدقائه ومعارفه للسلام عليه فيما عدا ابن سند فكتب إليه قصيده يعاتبه فيها على تأخره هذا مطلعها:
وفيها إشارة الي المودة القائمة بينهما حين يقول:
وقد هاجر الشيخ واستقر به المقام في البصرة عام (1221هـ - 1805م) فذاع صيته وعلى مقامه عند اكابر اهل البصرة من علماء ووجهاء وشيوخ قبائل وأصبح ديوانه قبلة الزوار والسمار للعلماء والأدباء والشعراء. وأخذ يتردد على بغداد بعد أن طبقت شهرته الافاق، فاتصل بوالي بغداد الشهير الوزير داود باشا الأول ومدحه بقصيدة رائعة، فأصبح السمير المفضل والندي المقرب عند والي بغداد داود باشا، فهو من بين كل العلماء والأدباء صاحب المنزلة المتميزة والحظوة الكبيرة عند الوالي، وألف بسيده داود باشا كتاباً اسماه «مطالع السعود بطيب أخبار الوالي داود» وقد ذكر بعض افراد أسرته عيسى بن سند وعثمان بن سند: حدّثنى جدنا أن جدنا الأكبر الشيخ العلامة عثمان بن محمد بن أحمد بن راشد بن سند، ولد في قرية الدشت وعاش بها حتى هجرتنا إلى البصرة، وقد كان أحياناً يؤم المصلّين في مسجد قرية الدشت الجامع الكبير، وله مكتبه كنّا نحتفظ بها عندنا وكان يعلم أبناء الجزيرة من العلوم الشرعية ويقضي مابين الناس وغيرها من أعمال الجزيرة.

## كُتبِه ومؤلفاته

### في الحديث
1ـ بهجة النظر في نظم (نخبة الفِكر في اصطلاح أهل الأثر)، منه نسخة بخط عالم العراق أبي الثناء محمود الألوسي.
2 ـ شرح نخبة الفكر، قال الشيخ محمود شكري الألوسي: (ما عليه مزيد).
3 ـ منظومة في مصطلح الحديث، لعلَّها (بهجة البصر).
4 ـ الغُـرر في جبهة (بهجة البصـر)، شرح المنظومة السابقة، منهـا نسخة في خزانة الرباط (كتاني).

### في العقائد
5 ـ هادي السعـيد، منظومة في العقائد ضمَّنها (جوهرة التوحيد) لإبراهيم ابن اللقاني المالكي.
6ـ منظومة في إبطال عقيدة الرابطة لدى بعض طرق الصـوفيَّة وبيان عدم شـرعيتها.

### في الفقه وأصوله
7 ـ أوضح المسالك في فقه الإمام مالك، نظم فيه مختصر العمروسي، طبع في بومبي سنة 1315هـ.
8ـ الدرَّة الثمينة والواضحة المبينة في مذهب عالم المدينة، منظومة.
حاشية على شرح مختصر المنتهى.
9ـ تحفة التحقيق لمعرفة الصديق، في ألغاز الفرائض، منه مخطوطة في المكتبة العباسية في البصرة.
10 ـ (الشذرات الفاخِرة في نظم الورقات الناضِـرة) للجويني، في أصول الفقه، وقد قرظها الشيخ محمد الرافعي أديب طرابلس الشام بقوله: (وقفتُ على هذه الشذرات ففضَّـلتها على شذرات الذهب، وقلبتُ طرفي في تلك الزهرات التي أصابها صوبُ الأدب، فتصاعدت الزفرات إليها شوقاً إلى ناظمها، فكيف مثل هذه الدرَّة أن تُحرم منه الشام وتحظى به البصرة، ولعمري إنه لجديرٌ أن تُشـدَّ إليه الرواحل، ويرفع مقامه على الرؤوس والكواهل، ويفضَّل على أبناء عصره تفضيل الفروض على النوافل)، كتبه الفقير محمد الرافعي، وهو في حلب عام 1215هـ.
وقرَّظها الشيخ عبد الله العطاني فقال: (نظرتُ في هذه الشذرات التي هي كالزهرات، فلو رآها ابن الوردي لقال: هذا من بعض وِردي، ولا أظنُّ يبري الزمان أخاها، روماً يجري مجراها، كيف وناظم عِقدها وناسج بُردها الفاضل النبيل وارث سيبويه والخليل عثمان بن سند، ولقد رأيته في حلب فرأيتُ منه العجب).
11ـ الفائض في علم الفرائض، منه نسخة في خزانة كتب العلامة نعمان الألوسي.
12 ـ منظومة في أصول الفقـه.
13 ـ شرح منظومته السابقة.

### في النحو والصرف
14 ـ نظم قواعد الإعراب، والأصل لابن هشام النحـوي.
15 ـ نظم الأزهريَّة في النحـو، نظم فيه شرح الشيخ خالد الأزهري لقواعد الإعراب لابن هشام، وصفه مؤرخ البصرة الشيخ عبد الله باش أعيان بأنَّه : (يزري بالمقـامات الحـريريَّـة).
16ـ نظم مغني اللبيب عن كتب الأعاريب، ينوف على خـمسة آلاف بيت، قال محمود شكري : (أتى فيه بالعجـب)، وقال باش أعيان (هو في بابه عجيب)، وقال ابن جامع: (انّ هذا الفاضل الأديب أبدع في نظمه مغني اللبيب وأبرز أسـرار البدائع بتصانيفه المشتملة على اللطائف والروائع)، قال العزاوي عن الشيخ العسافي : (منه نسخة في الأحسـاء).
17 ـ هديَّة الحيران في نظم (عوامل جرجان)، نظم فيه العوامل لعبد القاهر الجرجاني، منه نسخة في خزانة الشيخ محمد حمد العسافي بالبصرة.
18 ـ شرح (هداية الحيران)، منظومته السابقة.
19ـ رسالة في إعراب اثني عشر، منه نسخـة ضمن مجموع بخطِّه في المكتبة العباسية بالبصرة.
20 ـ منظومة في مسوغات الابتداء بالنكرة.
21 ـ شرح منظومته في مسوغات الابتداء بالنكرة، كانت منه نسخة لدى الشيخ عبد الله العـوجان في الزبير.
22ـ الغشيان عن مقلة الإنسان، منه نسخة في المكتبة العباسية بالبصرة.
23 ـ تعليقات على شرح الكافية للرضي الاسترابادي، منه نسخة في كتب عباس العزاوي.
24 ـ كشف الزبـد عن سلسال المدد، بحث في تذكير الأعداد وتأنيثها.
25ـ منظومة في العـدد.
26ـ رسالة في كسر همزة (إنَّ).
27 ـ نظم الشافِـيـة في علم التصـريف

### في البلاغـة والعـروض
28 ـ جيد العَـروض منظومة في علم العـروض.
29 ـ الجـوهـر الفريد على الجـيد، شرح للمنظومة السـابقة، منه نسخة بخط المؤلف بمكتبة الأوقاف ببغداد.
30 ـ منظومة في البلاغـة.
31 ـ الكافي في العـروض والقـوافي، وله كتاب باسم (السلسال الصافي في علم القوافي) فلعلَّه هذا النظم.
32ـ شرح (نظم الكافي)، شرح لمنظومته السـابقة.
33 ـ نظم الاسـتعارة.

### في الأدب
34ـ فكاهة السـامِر وقُـرَّة الناظر.
35 ـ نسـمات السـحر.
36ـ روضة الفِكَر.
37ـ نيـل السعود، نشر منه كـاظم الدجيلي في مجـــلَّة (لُغــة العرب) ونوَّه به.

### في الردود
38 ـ الصارم القرضاب في نحر من سبَّ الأصحاب، يزيد عـدد أبياتها على ألفي بيت، ردَّ فيها قصيدة لدعبل الخزاعي الشاعر الشيعي، هجـا فيها قبحـه الله صحابة أكرم الخلق عليه السـلام، وهي ضمن مجموع في المكتبة العباسية.

### في الحـساب
39ـ نظم (خلاصـة الحـساب) لبهاء الدين العاملي، ذكر في أولها أنه نظمها في مجلس واحِـد، قال في أولها:
نظمتها في مجلسٍ والحالُ حالت به الإحوال والأهــوال
40ـ شرح نظم خلاصة الحِـسـاب، منهما نسخة خطيَّة في مكتبة الحاج محمد العسافي الزبيري.
41ـ نظم النخبة في الحساب
42ـ شرح نظم النخبة.

### في آداب التعلُّم
43ـ تعليم المتعلِّم شرح (تفهيم المتفهِم) للبرهان الزرنوجي، طبع في قازان عام 1896م.

### في التاريخ والتراجم
44ـ مطالع السـعود بطيب أخبار الوالي داود، قال الشيخ محمد بهجة الأثري: (به خلُد ذكره وذاع صيته)، قال الشطِّي: (جمع من وقائع القرن الثاني عشر والقرن الثالث عشر غرائب وفوائد أخنت عليها يد الزمان، ولولاه لما كانت هذه الوقائع إلاَّ في صندوق النسيان). قلت: قد طُبع مؤخَّراً ولأوَّل مرَّة بتحقيق الدكتور عماد عبد السلام رؤوف، وسهيلة القيسي، وقد طبع مختصر (مطالع السعود) للشيخ أمين الحلواني في الهند عام 1304 هـ بعناية المختصِـر، ثم طبعته المكتبة السلفية بالقاهرة عام 1371هـ، بتحقيق الشيخ محب الدين الخطيب.
45ـ تاريخ بغداد، لعلَّه المطالع، وربَّما كان كتاباً مستقلاَّ.
46 ـ سبائك العسجد في أخبار أحمد نجل رزق الأسعد، ترجم لأحد الأعيان وهو أحمد بن رزق الوجيه المرموق والمحسن المعروف، واستطرد فيه بترجمة أربعين عالماً وأديباً ووجـيها، واستطرد كذلك بذكر بعض الأحداث والوقائع التاريخية، وقد طبع عام 1306هـ ثم َّ سنة 1315هـ في بمبي بالهند، وهو الآن قيد العِناية من محقِّقَي (المطالع).
47ـ كتاب منظوم في مدح الإمام أحمد.
48ـ نظم الجوهر في مدائح حِمير.
49ـ أصـفى الموارد في سلسال أحوال الإمام خالد، في سيرة الشيخ خالد النقشبندي مؤسس الطريقة، ترجم فيه لنحـوٍ من ثلاثين من القُضـاة والفقهاء والأدباء، وقد طبع في القاهرة عام 1313 هـ في مائةٍ وعشرين صفحـة، وهو كتابٌ نفيسٌ يحتوي على فَوائـِدَ تاريخـيَّة وفرائـدَ أدبيـَّة، قال بعض مترجميه: (من اطَّلَعَ عليه عَلِمَ ما للمترجَمِ لهُ من اليدِ الطولى في فنون الأدب نظماً ونثراً).
50 ـ الغُرر في وجوه القرن الثالث عشـر، نحى فيه منحى سُـلافة العصر، وسمَّاه إسماعيل باشا في (الهديَّة)، (الغُرر في وجـوه القرنين الثاني عشـر والثالث عشـر)، قال الشطي: (لم يتم والله أعلم)، وهذا الكتاب لو وجِد لسدَّ ثغرةً ملحوظةً في تراجم وجوه تلك الحـقبة الزمنيَّة لا سيَّما من النجديين خـاصَّة.
51 ـ وله أيضاً حاشـية على (حِكمة العين).
52 ـ وهُناك بعض المُتَـفّـرِّقات والرسائل في الحِكمة والتربية والتعليم والأخلاق تفَـرَّقَت في عَـدَدٍ مِنَ الَمكتباتِ داخـِلَ العِراق وخارجِهِ لم يَنـْهَـدْ أحَدٌ بِجـِدِيَّة إلى اليوم لتحقيقِ بَـعضِها أوطبعه. قال الشيخ البسام : (ليت بعض الشباب الجاد حاول جمع تراثِه، وقدَّم فيه شهادةً، فإنَّها ستنال إعجاب الكثيرين). قُلت: وبكتابي (المطالع) و (السبائك) حـفظ لنا ابن سَند كثيراً من أحداث ووقائع منطقة الخليج العربي، وأسند لنا كثيراً من تاريخ المنطقة، مِمَّا كانت قد تخفى علينا لولا كتاباه المذكوران، فكان حقاً جديراً باسم «ابن سندٍ» لقباً ووصفاً.

## وفاته
توفي في الساعة السابعة من ليلة الثلاثاء تاسع والعشرين من شهر شوال عام (1242 هـ / 1826م). قال عبد الله باش أعيان: (دُفن في الجانب الغربي بالقرب من مرقد الشيخ معروف الكرخي)، في بغداد قُـربَ مرقد (زبيدة) وكان رحِمه الله على جانبٍ كبير من الأخلاق العالية والصفات الحسنة والشِّـيم المرضـيَّة مستقيماً في دينهِ وخُلُقِه وقد خلَّف ابنُ سند ولدين عالمين: عبد الله وعبد الوهاب، اللذان توفيا في البصرة بسبب طاعون 1830-1831 ودفنا بها.
ومن آثاره مدرسة (عثمان بن سند) بالبصرة

## شجرة عائلة الشيخ عثمان بن سند
```
سند
|
|
عثمان
| 
|
عبد الله 
|
|
على
|
|
سند
|
|
عيسى --- عثمان --- محمد ---أيوب --- علي
```

وأبنائهم يقطنون حاليا جميعاً في دولة الكويت وقد كانوا قبل ذلك في جزيرة فيلكا [بحاجة لمصدر]